# Musave (periodiskt vattendrag i Burundi, Karuzi)
Musave är ett periodiskt vattendrag i Burundi.   Det ligger i provinsen Karuzi, i den centrala delen av landet, 100 km öster om huvudstaden Bujumbura.
Omgivningarna runt Musave är en mosaik av jordbruksmark och naturlig växtlighet. Runt Musave är det ganska tätbefolkat, med 160 invånare per kvadratkilometer.